# Ermita del Calvario (Cabra)
La ermita del Calvario está situada en la población de Cabra, en la provincia de Córdoba, España. Se trata de un templo católico ubicado en el cerro homónimo, cercano a la población, y se encuentra situada en la cima, a 519 metros de altitud. Es una de las tres ermitas históricas conservadas en el municipio. Recibe este nombre por su analogía con el monte del Calvario de la crucifixión de Jesucristo.

## Historia
La ermita fue construida entre el año 1619 y 1622 por Félix Benito de Vargas.
Posee una pintoresca situación y es muy querida por la población de Cabra ya que muchos fieles se desplazan a ella en periodo de Semana Santa para realizar un Vía crucis en honor al Cristo del calvario.
Se encuentra situada a unos quinientos metros de la ciudad, en una agradable cima en la CO-6211, carretera que une Cabra con Doña Mencía. Su construcción es sólida y en el camino a esta hay varias cruces de piedra que conforman el Vía crucis. Antiguamente poseía una modesta vivienda para el guarda-santero que allí vivía. El edificio tenía tres altares donde realizar actos religiosos y fue de esta ermita donde se recogió hace tiempo la escultura del Cristo del calvario que ahora es una imagen procesional por las calles de Cabra el lunes santo. 
Sobre la puerta de la ermita existe una lápida de piedra blanca que reza así:

FELLIC BENITO RVIZ DEVARGAS ABOGADO HIZO ESA OBRA Y CASA ASVCOSTA Y DESV HACIENDA POR SV DEBOCION SIENDO ERMNO MAYOR DESA COFRADIA-A-DE 1619

Delante de la ermita hay tres cruces de piedra blanca, y en el pedestal de la central hay dos inscripciones en dos de sus caras que dicen: Esta cruz se puso a devoción de D. Lorenzo Rivero, presbítero, y las obras a devoción de D. Francisco María Galiano. Año de 1781.

### Restauración
En marzo de 2019 el Ayuntamiento de Cabra suscribió un acuerdo con el Obispado de Córdoba para restaurar el templo y que pueda abandonar su estado de ruina. El Ayuntamiento abonó 34.000 euros, mientras que el Obispado sufragó 1.241 euros. La restauración, que finalmente comenzó en febrero de 2021 y concluyó el 11 de junio del mismo año, puso al descubierto algunas pinturas murales.